# Enceradeira

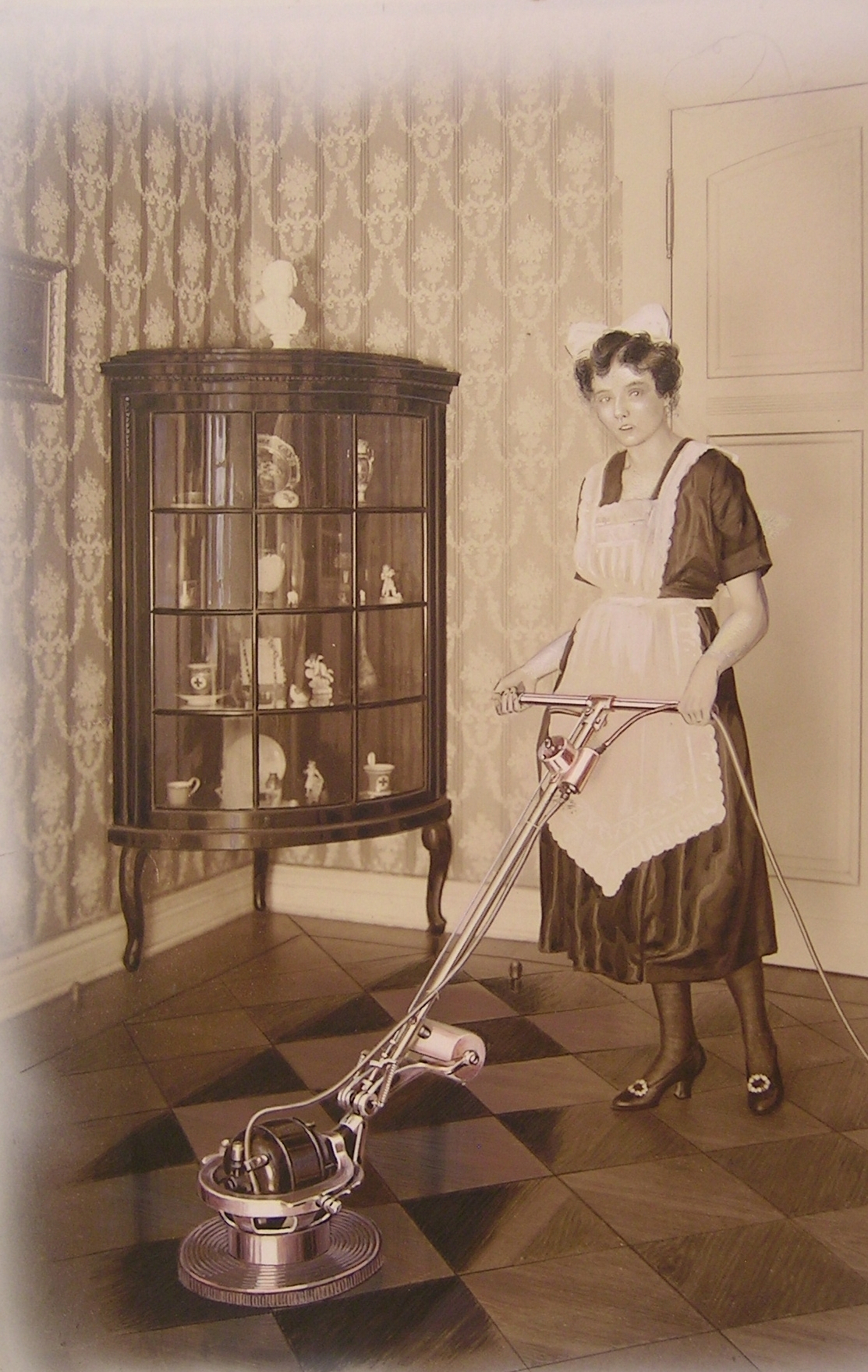
Enceradora de 1912

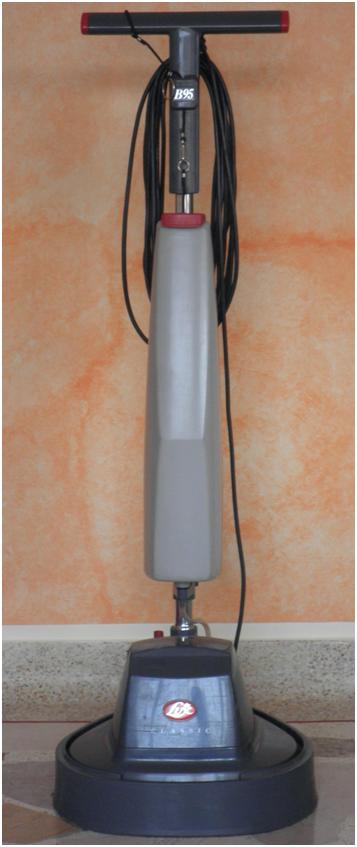
Enceradora Lux

Uma enceradeira ou enceradora é um equipamento multifuncional de limpeza de pisos que utiliza a rotação de um disco juntamente com cera ou água e sabão para limpar uma superfície. Pode ser usado tanto em residências como em estabelecimentos comerciais e industriais.
Dependendo do equipamento, pode possuir diversos acessórios que possuem funções diferentes como lavar, lustrar, escovar e varrer. Seu uso é mais comum na limpeza de pisos de madeira, por necessitarem de constante enceramento para manterem-se limpos e brilhantes. Também é muito utilizada na limpeza da calçada portuguesa.

## Origem
A enceradeira elétrica chegou em meados do século XX para substituir a enceradeira manual. Devido a sua versatilidade e menor esforço físico, logo elas se tornaram um objeto de desejo nas casas. No Brasil, foi popularizada nas décadas de 1950 e 1960 para a limpeza de pisos de granilite, mas continua sendo amplamente utilizada na limpeza de grandes áreas. Apesar de possuir muitos benefícios, esse tipo de equipamento também possui limitações, já que não conseguem limpar cantos, bordas e, dependendo do tamanho, não alcançam lugares muito baixos ou estreitos.